# Camilo Ponce Enríquez
Camilo Ponce Enríquez (Quito, 31 gennaio 1912 – 13 settembre 1976) è stato un politico ecuadoriano.
È stato Presidente dell'Ecuador dal 1º settembre 1956 al 31 agosto 1960.
Nel 1951 Ponce, insieme a Sixto Durán Ballén, fondò il Movimiento Social Cristiano, poi diventato Partido Social Cristiano.